# Robert Churchwell
Robert Churchwell (South Bend, 20 febbraio 1972) è un ex cestista statunitense, professionista nella NBA, in Europa e in Giappone.

## Carriera
Dopo aver giocato a livello liceale per la Gonzaga High School di Washington, D.C. è passato alla Georgetown University dove ha trascorso quattro stagioni.
Finita la carriera NCAA, non è stato scelto dalla NBA nella quale ha fatto una breve comparsata nella stagione 1995-96, giocando 4 partite con i Golden State Warriors, per un totale di 20 minuti giocati, e 6 punti realizzati. Dopo di che ha iniziato a girovagare per numerose leghe in giro per il mondo.

## Palmarès
- CBA All-Rookie Second Team (1995)